# 小行星7520
小行星7520（英語：7520）是一颗围绕太阳公转的小行星。1990年1月21日，T. Hioki、早川修司在奥多摩町发现了此天体。
这颗小行星的绝对星等为316.5013017483976等。